# Campaña de Saratoga
La Campaña de Saratoga fue una operación realizada por el ejército británico durante la guerra de Independencia de los Estados Unidos para hacerse con el control del valle del río Hudson en el año 1777. La principal fuerza de la campaña estaba formada por un ejército de 8.000 hombres comandado por el general John Burgoyne, que partiendo de Quebec se dirigió hacia el lago Champlain para bajar por el Hudson hasta Saratoga, donde el grueso de las tropas se vieron obligadas a rendirse tras las batallas de Saratoga que tuvieron lugar en septiembre y octubre.
Burgoyne debería haberse visto respaldado por las tropas del Coronel Barry St. Leger que, partiendo de Albany, remontaría el valle del río Mohawk. Sin embargo, su expedición se vio obligada a retirarse tras perder el apoyo indio durante el sitio del Fuerte Stanwix. Un tercer refuerzo que nunca llegó a materializarse (posiblemente por la mala comunicación entre el alto mando y las tropas) fue el esperado ejército de William Howe, que envió todos sus hombres a la toma de Filadelfia en lugar de dejar parte de sus tropas en Nueva York. Un último esfuerzo para apoyar a Burgoyne fue el envío de tropas realizado por Henry Clinton, pero sin que esto llegara a afectar al resultado.
La victoria americana supuso una enorme inyección de moral para la joven nación y convenció a Francia para entrar en la guerra del lado rebelde, aportando dinero, soldados y apoyo naval, así como ampliando el teatro de la guerra.

## Estrategia británica
En diciembre de 1776, mientras las tropas británicas y alemanas invernaban en sus cuarteles, el general John Burgoyne viajó a Londres para reunirse con George Germain, Secretario de Estado para las Colonias y responsable oficial del gobierno para la guerra, para discutir los planes de campaña de 1777. En aquel momento, había dos ejércitos principales en Norteamérica con los que poder trabajar: el ejército de Quebec, comandado por el General Guy Carleton, que había conseguido repeler la invasión americana de Canadá el año anterior, y el del General William Howe, que había logrado expulsar al Ejército Continental de George Washington de la zona de Nueva York.

### Plan de Howe para conquistar Filadelfia
El 30 de noviembre de 1776, Howe, comandante en jefe para Norteamérica, escribió a Lord Germain presentando un ambicioso plan para la campaña de 1777. Afirmaba que, con sustanciales refuerzos, se podrían lanzar varias ofensivas, incluyendo el envío de 10.000 hombres Hudson arriba para tomar Albany. Después, Howe volvería a unir sus tropas para ocupar la capital rebelde, Filadelfia. Howe, sin embargo, cambió pronto de opinión: algunos de los refuerzos llegarían demasiado tarde y la retirada de los continentales en el invierno de 1776-1777 hacían de Filadelfia un objetivo vulnerable. Decidió entonces que primero se intentaría tomar Filadelfia antes de enviar tropas a Albany. Howe envió a Germain el plan revisado, recibido por el Secretario el 23 de febrero de 1777.

### Plan de Burgoyne para tomar Albany
Burgoyne, tratando de hacerse con un puesto de mando para la siguiente campaña, presentó un plan que había sido discutido por el alto mando desde 1775: invadir las Trece Colonias desde Quebec, dividiendo así el territorio rebelde. Esto ya había sido intentado por Carleton en 1776, aunque no había procedido con una invasión a gran escala por lo avanzado de la estación. Carleton fue muy criticado en Londres por no aprovechar la retirada americana de Quebec, decisión que desagradó profundamente a Germain. Esto, combinado con el fracaso de Henry Clinton en su ataque a Charleston en Carolina del Sur, permitió a Burgoyne situarse en una posición inmejorable para hacerse con el mando de la Campaña del Norte.

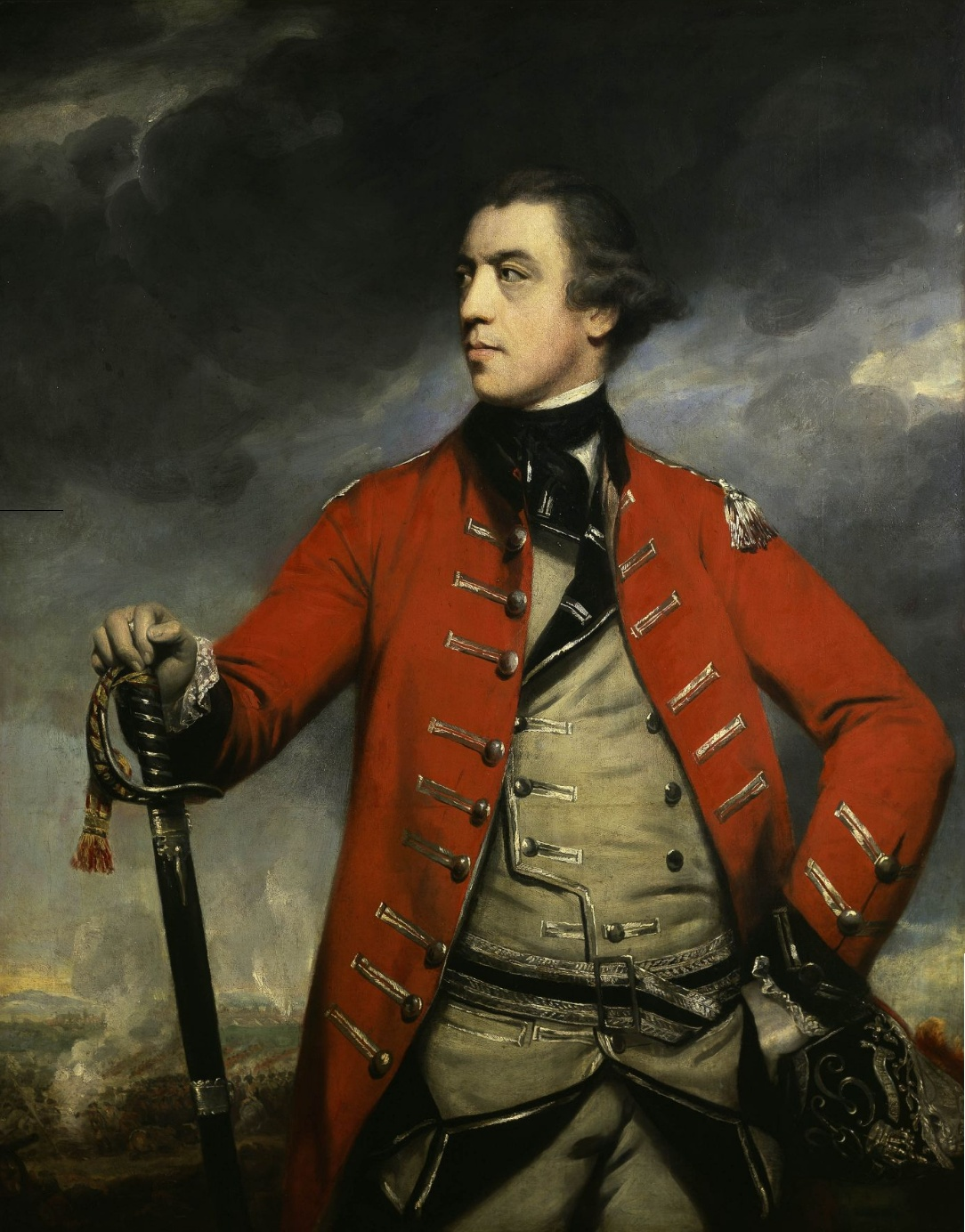
General John Burgoyne, retrato de Joshua Reynolds.

Cuando se le solicitó la presentación de un plan, Burgoyne diseñó varias estrategias en un documento titulado "Ideas para dirigir la guerra desde Canadá", y se lo envió a Lord Germain en febrero de 1777. Germain aprobó su plan con algunas modificaciones menores y dio a Burgoyne el mando de la expedición (en compensación, Clinton fue ordenado caballero, pero tuvo que seguir a las órdenes de Howe con el que no se llevaba bien). Burgoyne estaba tan seguro de su éxito que apostó 50 Guineas con un amigo a que regresaría victorioso antes de un año.
El plan de Burgoyne comprendía dos movimientos: mandaría la fuerza principal de 8.000 hombres a lo largo del Lago Champlain hacia Albany, mientras una segunda columna de unos 2.000 hombres (que estaría dirigida por Barry St. Leger), descendería por el valle del Mohawk en una maniobra de distracción. Ambas expediciones convergerían en Albany, donde enlazarían con las tropas de Howe, que habrían remontado el Hudson. El control de la ruta de Canadá a Nueva York a través de Lago Champlain-Lago George-Río Hudson aislaría a Nueva Inglaterra del resto de las colonias americanas.
La última parte de la propuesta de Burgoyne, el avance de Howe Hudson arriba desde Nueva York, se mostró como la parte más controvertida de la campaña. Germain aprobó el plan de Burgoyne tras haber recibido una carta de Howe en la que informaba de que no podría apoyar al ejército del norte hasta finales de año tras la conclusión de su campaña. No está claro si Germain informó a Burgoyne, que estaba aún en Londres por aquel entonces, acerca del cambio de planes de Howe: mientras que algunas fuentes afirman que así lo hizo, otras afirman que Burgoyne no fue informado de esos cambios hasta bien avanzada la campaña. Tampoco está claro si Germain, Howe y Burgoyne tenían las mismas expectativas acerca del grado en que Howe debía apoyar la invasión desde Quebec. Algunos han afirmado que Howe decidió no seguir las instrucciones y, básicamente, abandonó a su suerte a Burgoyne; otros sugieren que fue Burgoyne el que fracasó y trató de culpar a Howe y Clinton. Lo que parece claro es que Germain no coordinó adecuadamente a sus generales en la estrategia global de aquel año. Esta incertidumbre queda subrayada por la carta enviada por Germain a Howe el 2 de abril de 1777, en la que aprobaba el plan del general para Filadelfia, pero poniendo énfasis en que "será ejecutado a tiempo para que coopere con el ejército al que se le ha ordenado actuar desde Canadá y ponerse a sus órdenes". El historiador Robert Ketchum cree que Burgoyne se habría dado cuenta de los problemas que podían surgir cuando recibió una copia de estas instrucciones.
Burgoyne regresó a Quebec el 6 de mayo de 1777, portando una carta de Lord Germain que presentaba el plan, pero omitía algunos detalles. Esto dio lugar a otro de los enfrentamientos internos habituales en el bando británico durante la guerra. El Teniente General Burgoyne tenía mayor rango que el General Guy Carleton, pero Carleton seguía siendo gobernador de Quebec. Las instrucciones de Germain limitaban la autoridad de Carleton a las operaciones en Quebec. Este menoscabo a Carleton, junto con la concesión del mando a Burgoyne, llevaron a la dimisión del primero ese mismo año y a su negativa a aportar tropas de los regimientos de Quebec para guardar los fuertes de Crown Point y Ticonderoga tras su captura por los hombres de Burgoyne.

## Estrategia americana
George Washington, cuyo ejército había acampado en Morristown, Nueva Jersey y el mando militar americano no tenían una idea clara de los planes británicos para el año 77. La principal preocupación de Washington y sus generales Horatio Gates y Philip Schuyler -ambos responsables de la Sección Norte del Ejército Continental y la defensa del Hudson- eran los movimientos del ejército de Howe. Desconocían los planes de las fuerzas de Quebec, pese a que Burgoyne se quejaba de que todo el mundo en Montreal conocía sus propósitos. Los tres generales disentían acerca de los movimientos probables de Burgoyne, y el Congreso fue de la opinión de que el movimiento más probable de Burgoyne era desplazarse a Nueva York por mar.
Como resultado de esta indecisión, y del hecho de que quedaría aislado de sus suministros si Howe se movía hacia el norte, las guarniciones del Fuerte Ticonderoga y del resto de las fuerzas en los valles del Mohawk y del Hudson no fueron reforzadas. Schuyler decidió en abril de 1777 enviar un regimiento a las órdenes de Peter Gansevoort para reocupar el Fuerte Stanwix en el valle alto del Mohawk como paso para defenderse de los movimientos británicos. Washington ordenó igualmente a cuatro regimientos que permanecieran en Peekskill para poder responder a los movimientos británicos.
Las tropas americanas se situaron en la zona de Nueva York en junio del 77. Sobre 1.500 hombres (incluyendo al grupo de Gasenvoort) ocuparon puestos a lo largo del Mohawk, otros 3.000 estaban en las zonas altas del Hudson a las órdenes de Israel Putnam y Schuyler mandaba otro grupo de 4.000 hombres (entre los que se incluían milicianos y las guarniciones de Ticonderoga bajo St. Clair.

## Atención internacional

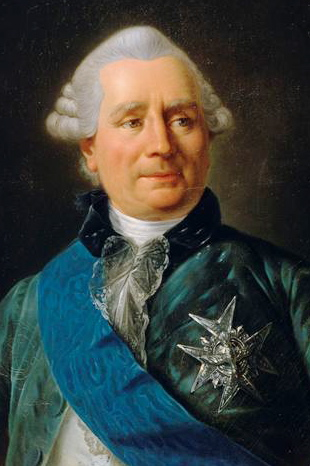
Charles Gravier, conde de Vergennes, retrato de Antoine-François Callet.

Ya desde la Guerra de los Siete Años, el Ministerio de Asuntos Exteriores de Francia, encabezado por Choiseul, había sido de la opinión de que la independencia de las colonias británicas de Norteamérica sería favorable para Francia. Cuando estalló la guerra en 1775, el Conde de Vergennes, a la sazón ministro de Asuntos Exteriores, diseñó una serie de propuestas para la colaboración secreta de Francia y España con los movimientos rebeldes e inició algunos preparativos ante una eventual entrada en la guerra, incluyendo la expansión de su armada. Vegennes no consideraba entrar abiertamente en guerra hasta que los rebeldes demostraran ser capaces de lograr victorias militares por sí mismos.
Con vistas a la participación de Francia, Vergennes empezó a seguir las comunicaciones entre Norteamérica y Londres y trató de eliminar los posibles impedimentos para la participación española en la guerra. Llegó a proponer la entrada de Francia en la guerra en agosto del 76 al rey Luis XVI, pero las noticias de la toma de Nueva York por el general Howe retrasó esta decisión.

## Comienzos de la campaña
La mayor parte del ejército de Burgoyne había llegado a Quebec en la primavera de 1776 y consiguió expulsar al Ejército Continental de la provincia. Además de regulares británicos, las tropas de Quebec incluían varios regimientos procedentes de los principados germanos de Hesse-Hanau (de donde viene la denominación de [[Hessiano (soldado)|hessianos) y Brunswick, bajo el mando del Barón Friedrich Adolph Riedesel. De estos efectivos, 200 regulares británicos y entre 300 y 400 alemanes fueron asignados a St. Leger para su expedición por el valle del Mohawk, y en torno a 3.500 permanecieron en Quebec para proteger la provincia. El resto fueron asignados a Burgoyen para su expedición a Albany. Teóricamente, estas fuerzas se verían incrementadas por 2.000 milicianos reclutados en Quebec; en junio, Carleton sólo había conseguido reclutar tres pequeñas compañías. Burgoyne también había contado con 1000 indios para apoyar la expedición, pero solo 500 se unieron a los británicos entre Montreal y Crown Point.
El ejército de Burgoyne pronto se encontró con problemas de logística antes de abandonar Quebec, algo que, aparentemente, no había sido previsto ni por Burgoyne ni por Carleton. Como se había previsto que la principal parte del trayecto se realizara por cursos de agua, había pocos carros y animales de tiro disponibles para transportar la enorme impedimenta durante las etapas terrestres del viaje. Sólo a principios de junio Carleton dio las órdenes pertinentes para conseguir los carros suficientes para mover al ejército. Como consecuencia, estos carros eran de construcción mediocre y a base de madera verde, y los grupos estaban conducidos por civiles, que presentaban un alto riesgo de deserción.
El 13 de junio, Burgoyne y Carleton revisaron las fuerzas reunidas en St. John, a orillas del Richelieu al norte del Lago Champlain, y se entregó oficialmente el mando a Burgoyne. Además de los cinco barcos acabados el año anterior, se había construido otro buque durante ese año y se habían capturado tres embarcaciones tras la Batalla de Valcour Island. Esto facilitó el transporte y la cobertura militar para la gran flota de barcos de transporte que desplazarían el ejército al sur del lago.
El ejército con el que partió Burgoyne hacia el día siguiente estaba formado por unos 7.000 hombres y 130 piezas de artillería que variaban desde morteros ligeros hasta cañones de 24 libras. Sus regulares estaban organizados en un cuerpo de vanguardia dirigido por el Brigadier General Simon Fraser y dos divisiones. El Mayor General William Philips lideraba los 3.900 regulares británicos del ala derecha, mientras que el Baron Riedesel mandaba un grupo de 3100 mercenarios alemanes procedentes de Brunswick y Hanau en la izquierda. La mayoría de estos hombres se hallaban en buena condición pero algunos, especialmente algunos Dragones alemanes, estaban mal equipados para la lucha en los territorios por los que cruzarían.
La expedición del Coronel St. Leger también quedó lista a mediados de junio. Su fuerza, una compañía mixta de regulares británicos, lealistas, mercenarios hessianos y rangers del departamento indio, sumando un total de 750 hombres, partió de Lachine, cerca de Montreal, el 23 de junio.

## La caída de Ticonderoga

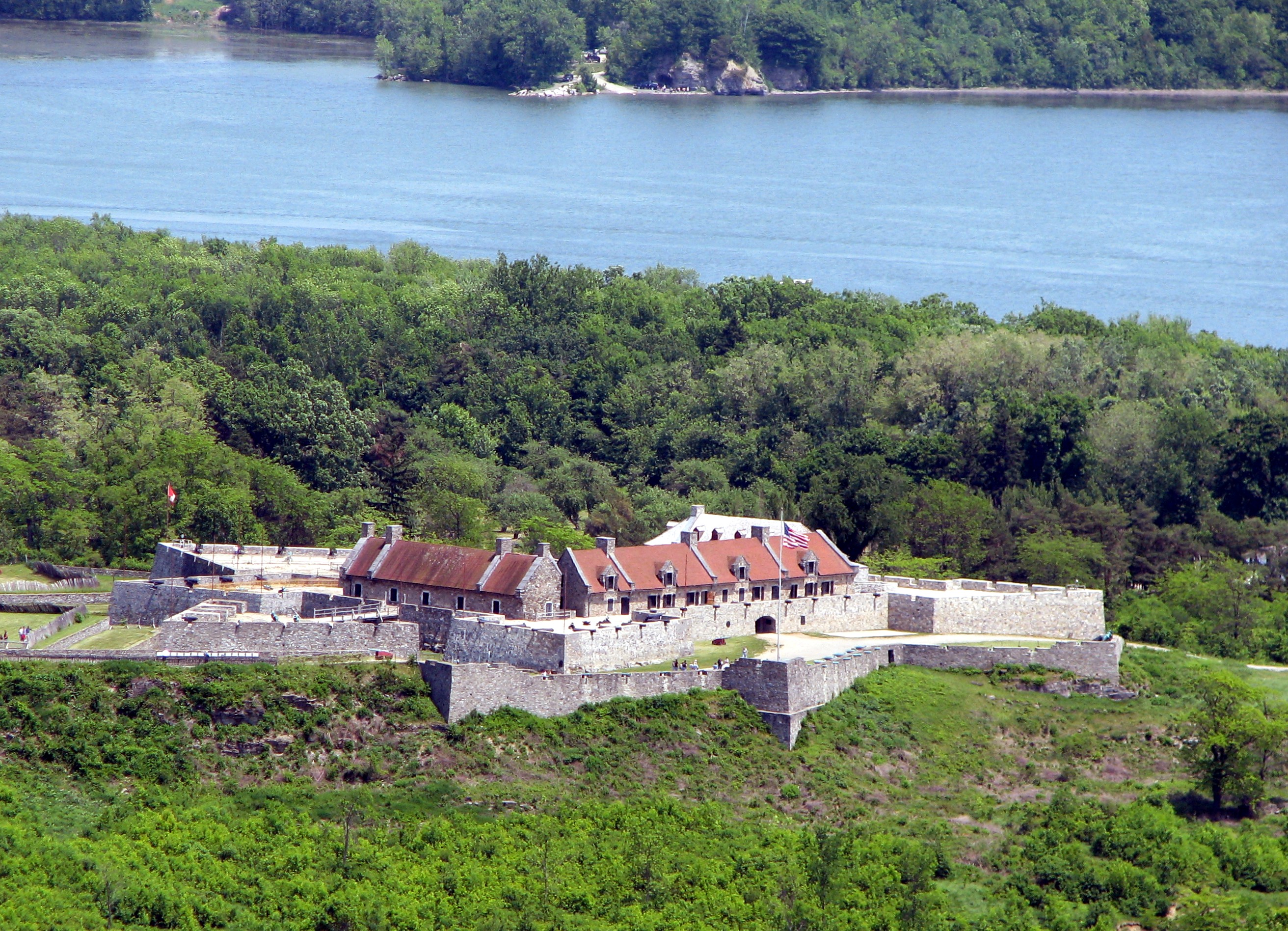
El Fuerte Ticonderoga desde Mount Defiance.

El ejército de Burgoyne remontó el lago y ocupó el abandonado Fuerte de Crown Point el 30 de junio. Los exploradores indios de Burgoyne realizaron un gran trabajo impidiendo que los americanos supieran de los movimientos británicos. El General Arthur St. Clair, al que se había enviado a Ticonderoga con una guarnición de 3.000 hombres, desconocía totalmente la fuerza de Burgoyne, que se encontraba a apenas 7 kilómetros del fuerte. St. Clair había recibido órdenes del general Schuyler de resistir tanto como fuera posible y había diseñado dos posibles planes de retirada.
Las escaramuzas comenzaron en las defensas exteriores del fuerte el 2 de julio. El día 4, la mayoría de las tropas continentales estaba en Ticonderoga o en el cercano Fuerte Independencia, en Vermont. La retirada americana de las defensas exteriores despejaba el camino para que los británicos situaran su artillería en lo alto de la colina conocida como Sugar Loaf (actualmente Mount Defiance), desde donde se podía alcanzar el fuerte. St. Clair abandonó el fuerte la noche después de divisar los cañones británico, y los hombres de Burgoyne ocuparon las posiciones de Mount Independence el 6 de julio. La rendición sin oposición del supuestamente inexpugnable fuerte causó una profunda conmoción en el público y en la clase política. Aunque investigaciones posteriores exoneraron totalmente a Schuyler y St. Clair de cualquier responsabilidad, el Congreso Continental decidió en agosto sustituir a Schuyler por Horatio Gates como comandante del Departamento Norte del Ejército Continental.

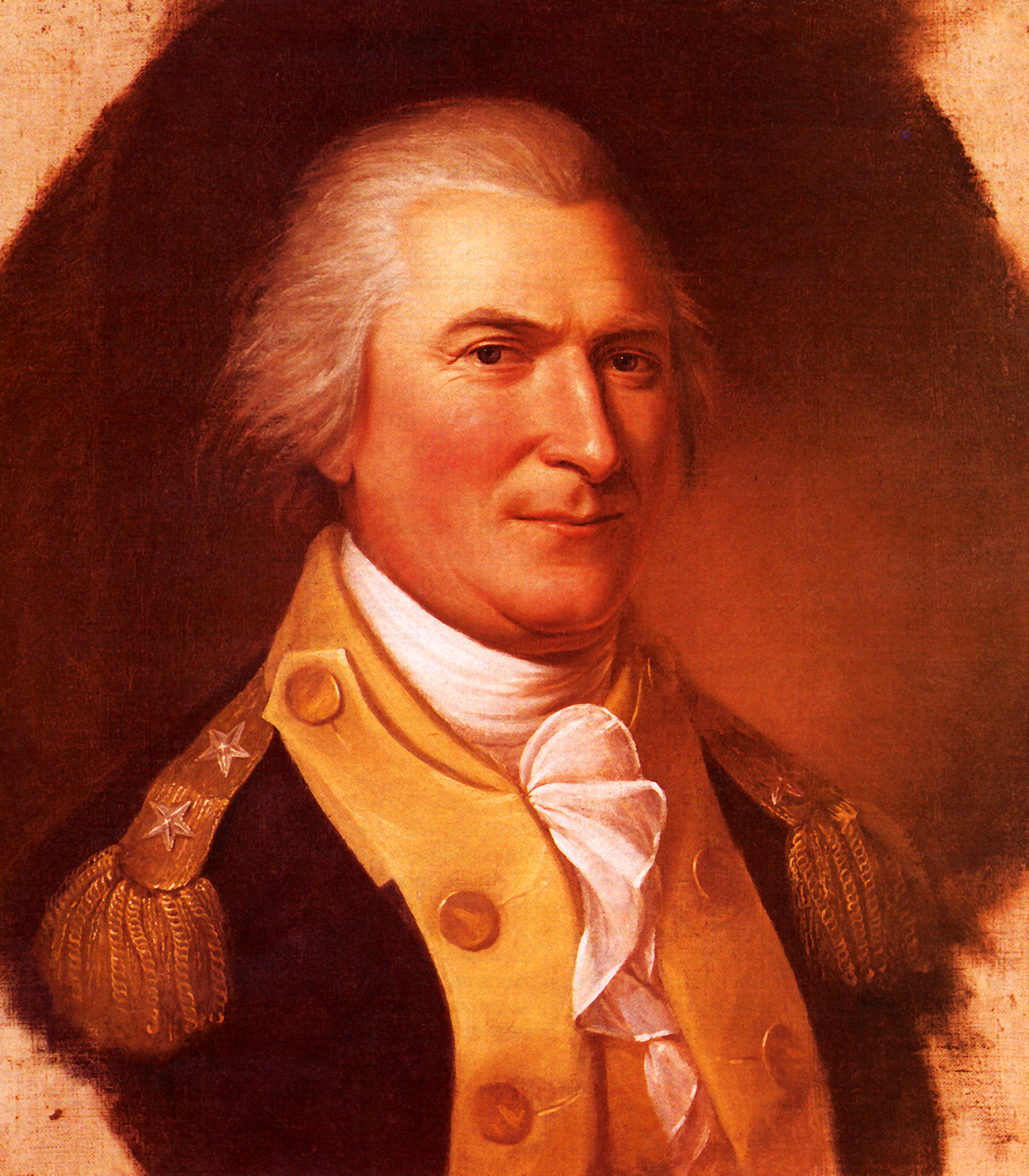
El General Arthur St. Clair, retrato de Charles Willson Peale.

Burgoyne envió tropas de su ejército principal en persecución del ejército en retirada, que St. Clair había dispersado hacia el sur a través de dos diferentes rutas. El general Fraser y tropas del Barón Riedesel tuvieron que vencer cierta resistencia en Hubbardton el 7 de julio, y ese mismo día se produjo otra escaramuza en Skenesboro. Estos episodios fueron seguidos por la batalla de Fort Anne el 8 de julio, en la que una compañía de vanguardia británica resultó casi diezmada. Estas acciones costaron a los americanos casi un 50% más de bajas que a los británicos y demostraron al alto mando británico que el Ejército Continental era capaz de oponer una fuerte resistencia. Burgoyne tuvo que prescindir de 1.500 hombres como consecuencia del ataque a Ticonderoga. Dejó a 400 soldados para defender Crown Point y otros 900 para defender Ticonderoga, sufriendo un total de 200 bajas en las operaciones posteriores.
El grueso del ejército de St. Clair se retiró a través del actual Vermont. St. Clair solicitó el apoyo de los estados para la milicia y logró que una gran parte del ganado y suministros de la zona fueran enviados al Fuerte Edwuard, a orillas del Hudson, donde se reagruparía el ejército. St. Clair alcanzó el Fuerte Edward el 12 de julio. Algunas de las fuerzas que habían sido dispersadas tras Hubbardton se reincorporaron, pero Seth Warner y restos de su regimiento se quedaron en Mánchester, en los Grants.

## Reacción y retraso
Burgoyne se alojó en la casa del lealista Philip Skene mientras su ejército se reagrupaba y él reflexionaba sobre los siguientes pasos. Escribió cartas describiendo el triunfo británico, básicamente para el consumo del público. Cuando estas noticias llegaron a Europa, Jorge III quedó muy satisfecho,; no así el Conde de Vergennes, ya que la derrota rebelde posponía la entrada de Francia en la guerra. La diplomacia británica incrementó su presión sobre franceses y españoles, exigiendo el cierre de sus puertos al tráfico americano. Como se negaran, la tensión entre los tres países se incrementó. Las noticias también fueron negativamente recibidas por el Congreso y la opinión pública americana.
El 10 de julio, Burgoyne ordenó nuevos movimientos. La mayor parte del ejército tomaría el áspero camino entre Skenesboro y el Fuerte Edward pasando por el Fuerte Anne, mientras que la artillería pesada sería transportada por el Lago George. Las tropas de Riedesel fueron enviadas hacia Castleton, como una diversión que pretendía sugerir que se encaminaban hacia el río Connecticut]]. La decisión de Burgoyne de trasladar a su ejército por tierra hasta el Fuerte Anne fue curiosa, ya que contradecía sus propios comentarios durante la planificación de la campaña, en la que observaba que los defensores podrían bloquear fácilmente la ruta. Su decisión parece haber estado motivada por dos factores: en primer lugar, la percepción de que transportar al ejército por vía fluvial requeriría un retroceso que podría percibirse como una retirada; y en segundo lugar, la influencia de Skene, cuya propiedad se vería revalorizada por la carretera que tendría que construir Burgoyne.
El General Schuyler, que se encontraba en Albany cuando conoció la caída de Ticonderoga, se dirigió inmediatamente al Fuerte Edward, donde había una guarnición formada por 700 regulares y 1.400 milicianos. Decidió complicar el paso de Burgoyne tanto como fuera posible, talando gran cantidad de árboles en el camino del enemigo. Esto agotó a los hombres de Burgoyne, que escribió el 11 de julio a Lord Germain contándole que los americanos talaban sistemáticamente árboles, destruían puentes y desviaban la corriente a lo largo de la carretera. Schuyler empleó también tácticas de tierra quemada para evitar que los británicos pudieran aprovisionarse durante la marcha. Pese a la inmovilidad de Burgoyne, sus espías estaban activos; algunas de las partidas de Schuyler fueron atacadas.
Las tácticas de Schuyler obligaron a Burgoyne a construir una carretera para armamento y tropas, lo que le llevó dos semanas. Partieron de Skenesboro el 24 de julio y llegaron al Fuerte Edward el 29, descubriendo que Schuyler ya había abandonado el fuerte, retirándose hasta Stillwater, en Nueva York. Antes de partir de Skenesboro, se le unió un grupo de 500 indios procedentes de las tribus Ottawa, Fox, Mississauga, Ojibwa, Chippewa e iroqueses de la región de los Grandes Lagos bajo el mando de Luc de la Corne y Charles Michel de Langlade.

## La expedición de St. Leger
El teniente coronel St. Leger remontó el río San Lorenzo y cruzó el Lago Ontario para llegar a Oswego sin incidentes. Contaban con 300 regulares reforzados por 650 canadienses y milicianos lealistas, a los que se sumarían unos 1000 indios encabezados por el pionero John Butler y los jefes iroqueses Joseph Brant, Sayenqueraghta y Cornplanter. Tras abandonar Oswego el 25 de julio, marcharon hacia el Fuerte Stanwix, a orillas del río Mohawk, e iniciaron el asedio el 2 de agosto. Unos 800 milicianos de Tryon County y sus aliados indios trataron de aliviar el sitio, pero los británicos y sus aliados consiguieron emboscarlos en la batalla de Oriskany, en la que los americanos tuvieron que retirarse a consecuencia de las bajas sufridas, incluyendo su General Nicholas Herkimer. Los guerreros iroqueses lucharon en ambos bandos, marcando el inicio de una guerra civil en la Confederación Iroquesa. Durante el combate en Oriskany, los americanos sitiados intentaron hacer una salida y asaltaron un cercano campamento indio. Junto a las elevadas bajas de la batalla, esto fue un importante golpe para la moral india.

Marcha de Burgoyne hacia Albany, junio-octubre de 1777.

El 10 de agosto, Benedict Arnold partió de Stillwater hacia el Fuerte Stanwix con 800 hombres del Departamento de Schuyler. Esperaba poder reclutar a milicianos de Tryon County cuando llegó al Fuerte Dayton el 21 de agosto, pero solo pudo contratar unos 100, ya que muchos de los hombres que habían estado en Oriskany no tenían intenciones de alistarse. Ante su inferioridad numérica, decidió recurrir a la astucia: preparó la huida de un cautivo lealista, que convencería a St. Leger de que Arnold se aproximaba con una fuerza muy superior a la real. Ante estas noticias, Joseph Brant y el resto de los indios de St. Leger se retiraron, llevándose con ellos sus suministros, lo que obligó s los británicos a levantar el sitio y regresar a Quebec. Arnold envió un grupo justo detrás de ellos y dirigió al resto de las tropas al este para reunirse con las fuerzas americanas en Saratoga. Los hombres de St. Leger llegaron a Ticonderoga el 27 de septiembre, tarde para ayudar a Burgoyne, cuyo ejército se encontraba cada vez más acosado por las fuerzas americanas que le rodeaban.

## Dificultades de montura
El avance del ejército de Burgoyne hacia el Fuerte Edward fue precedido por oleadas de indios que empujaban hacia atrás a los pequeños contingentes dejados por Schuyler. Estos aliados se impacientaban e iniciaban ataques indiscriminados contra los colonos asentados en las fronteras, lo que redujo el apoyo local. La muerte a manos indias de la joven lealista Jane McCrea fue ampliamente difundida y sirvió como catalizador de apoyo a los rebeldes, ya que la decisión de Burgoyne de no castigar a los culpables fue vista como incapacidad o desinterés en controlar a los indios.

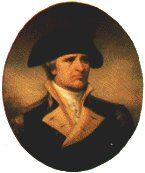
El General John Stark, el "Héroe de Bennington".

Aunque el grueso del ejército sólo tardó cinco días en llegar desde Skenesboro hasta el Fuerte Edward, la falta de medios adecuados motivó un nuevo retraso, ya que la falta de animales de tiro, carros y carretas adecuados al terreno ralentizó la marcha de la impedimenta.
El 3 de agosto, mensajeros de Howe consiguieron cruzar las líneas americanas para alcanzar a Burgoyne en el Fuerte Edward. Los mensajeros no traían buenas noticias. El 17 de julio, Howe escribía que se preparaba para partir por mar hacia Filadelfia y que el General Clinton, responsable de la defensa de Nueva York, "procedería según las circunstancias". Burgoyne decidió no divulgar el contenido del mensaje con sus subordinados.
Dándose cuenta de que ahora tenía graves problemas de abastecimiento, Burgoyne decidió actuar según la sugerencia que Riedesel le había hecho en julio. Riedesel, que había estado estacionado en Castleton durante un tiempo, había observado que había numerosos animales de tiro y caballos que podrían ser usados por el ejército. Burgoyne envió el 9 de agosto al Coronel Friedrich Baum hacia el oeste de Massachusetts y los Grants de New Hampsire, junto con algunos de los dragones de Brunswick. La mayoría de los hombres de Baum nunca regresaron, y los refuerzos que envió en su búsqueda fueron derrotados el 16 de agosto en la Batalla de Bennington, lo que privó a Burgoyne de casi 1000 hombres y de los tan necesitados suministros.
La muerte de Jane McCrea y la batalla de Bennington, además de los saqueos, tuvieron otro importante efecto. Burgoyne culpó a sus aliados indios y canadienses de la muerte de McCrea e, incluso después de que 80 indios cayeran en Bennington, Burgoyne no les demostró gratitud. Como consecuencia, Langlade, La Corne y la mayoría de los indios abandonaron las filas británicas, dejando a Burgoyne con menos de 100 espías indios y desprotegido ante los ataques de rangers americanos en los bosques. Burgoyne culparía posteriormente a La Corne por desertar, mientras que La Corne contaba que Burgoyne nunca respetó a los indios. En el Parlamento Británico, Lord Germain se puso del lado de La Corne.

## Cambio de suerte para los americanos
Mientras la táctica de retrasar a los británicos funcionaba sobre el terreno, el resultado para el Congreso Continental era muy diferente. El General Gates estaba en Filadelfia durante las discusiones que siguieron a la caída de Ticonderoga, y parecía más que ansioso por repartir culpas. Algunos miembros del Congreso se mostraban impacientes ante la actuación de Washington, exigiendo un enfrentamiento directo que pudiera expulsar a las fuerzas de ocupación, pero que Washington temía que significara la derrota definitiva. John Adams, presidente del Comité de Guerra, alabó la actuación de Gates y remarcó que "nosotros nunca plantaremos un poste hasta que disparemos a un general." Acerca de las objeciones presentadas por la delegación de Nueva York, el Congreso envió a Gates para hacerse cargo del Departamento Norte el 10 de agosto. También ordenó a los estados de Pennsilvania a Massachusetts que convocaran sus milicias. El 19 de agosto, Gates llegó a Albany para asumir el mando. Frío y arrogante, excluyó a Schuyler del primer consejo. Schuyler partió hacia Filadelfia poco después, privando a Gates de sus conocimientos del terreno.
A lo largo de agosto, y hasta entrado septiembre, los grupos de milicianos fueron llegando a los campamentos continentales a orillas del Hudson. Se vieron reforzadas por las tropas que Washington enviara al norte como parte de la operación de Arnold para aliviar Stanwix, que llegaron a finales de agosto, y que incluían a los francotiradores de Daniel Morgan. Las noticias de los éxitos americanos en Bennington y Fort Stanwix, junto con la cólera popular causada por la muerte de Jane McCrea reforzaron el apoyo hacia los continentales, que contaba con 6.000 hombres entre oficiales y tropa. Esta cifra no incluiría al pequeño ejército de Stark, que se había visto reducido por la enfermedad y la partida de algunas compañías, aunque varios cientos de soldados reclutados por Benjamin Lincoln lo habían reforzado.

## Saratoga

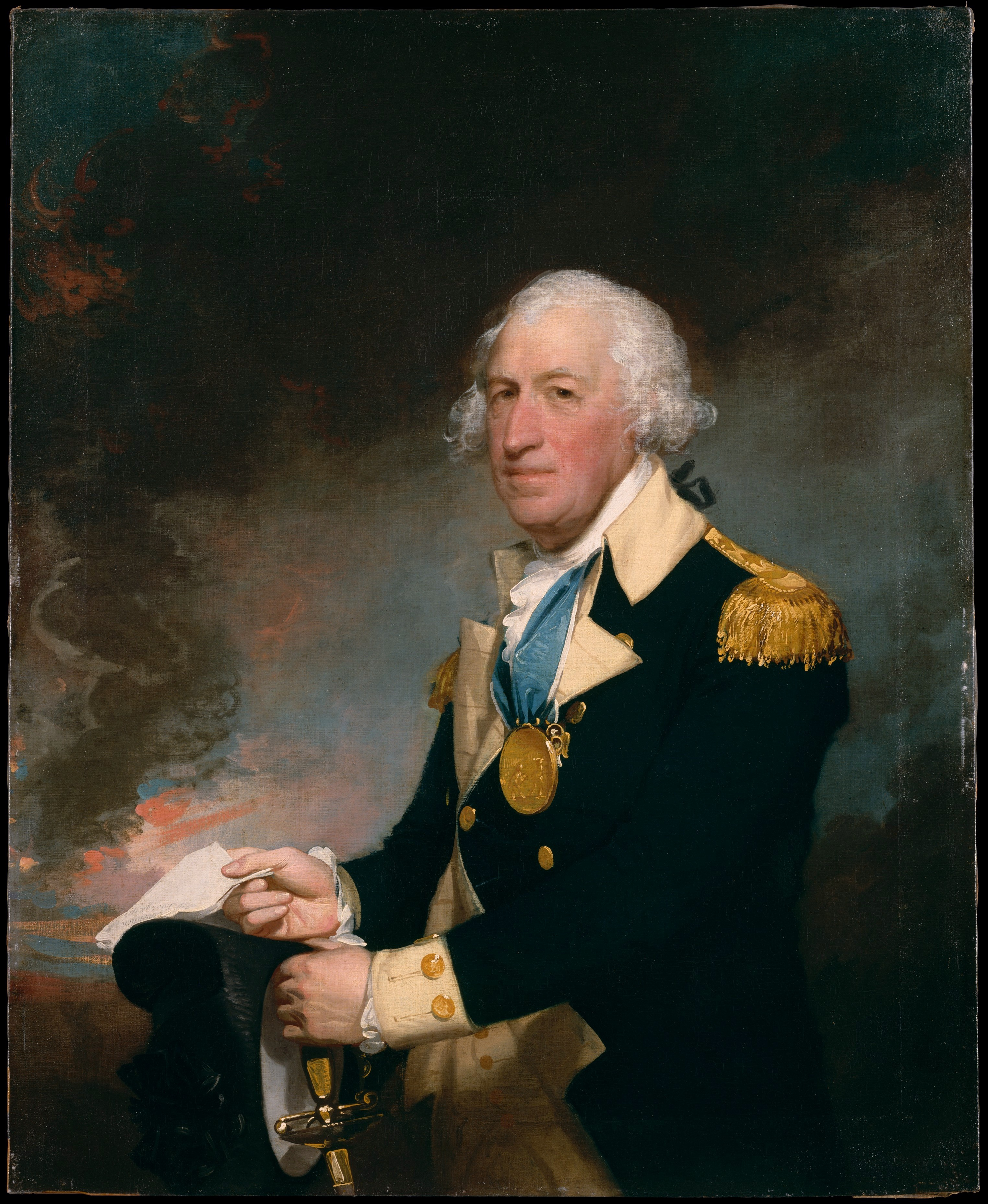
General Horatio Gates, retrato por Gilbert Stuart

Con frecuencia se habla de la Batalla de Saratoga como si fuera un único suceso, pero realmente estuvo formada por una serie de maniobras que se alargaron durante un mes, señaladas por dos batallas. A comienzos de septiembre de 1777, el ejército de Burgoyne, ahora sólo con 7.000 hombres, estaba apostado en la ribera este del Hudson. El 28 de agosto recibió la noticia del fracaso de St. Leger en Stanwix, e incluso antes, que Howe no podría ayudarle desde Nueva York. Ante la acuciante necesidad de alcanzar posiciones defendibles de cara al invierno, de entre retroceder a Ticonderoga o avanzar hacia Albany, se decidió por esta última. Como consecuencia, tomó dos decisiones cruciales: decidió deliberadamente cortar las comunicaciones con el norte, para evitar el coste de mantener una serie de puestos fortificados entre su posición y Ticonderoga y cruzar el río Hudson mientras aún tuviera un ejército capaz. Ordenó por tanto a Riedesel, cuyos hombres marchaban a retaguardia, abandonar los puestos al sur de Skenesboro y cruzar el río justo al norte de Saratoga, lo que se ejecutó entre el 13 y el 15 de septiembre. Moviéndose con precaución, ya que la partida de los indios le había privado de exploradores fiables, Burgoyne avanzó hacia el sur. El 18 de septiembre, la vanguardia de su ejército se situaba al norte de Saratoga, a unos 6 kilómetros y medio de las defensas americanas, y se iniciaron las escaramuzas entre las avanzadillas de ambos ejércitos.
Cuando Gates tomó el mando del ejército de Schuyler, el grueso del mismo se hallaba cerca de la desembocadura del Mohawk, al sur de Stillwater. El 8 de septiembre ordenó al ejército, formado por unos 10.000 hombres (de los cuales 8.500 eran combatientes) dirigirse a Stillwater con la idea de montar defensas allí. El ingeniero polaco Tadeusz Kościuszko consideró que el terreno era inapropiado para trabajos defensivos, así que se buscó una nueva ubicación cinco kilómetros al norte (a unos dieciséis kilómetros al sur de Saratoga). En ese lugar, Kosciusko diseñó las defensas desde el río hasta Bemis Heights.
El ala derecha de estas defensas le fue encomendado nominalmente al General Lincoln, que se encontraba con sus tropas intentando una diversión en Ticonderoga, así que Gates se hizo cargo personalmente de esta zona. Situó a Arnold, con el que tenía buena relación, al mando del ala izquierda, las defensas occidentales de Bemis Heights. La relación entre ambos comenzó a deteriorase cuando Arnold decidió rodearse de oficiales amigos de Schuyler, a los que Gates odiaba, lo que acabó creando un tenso clima en la zona americana.

### La granja de Freeman
Tanto Burgoyne como Arnold comprendían la importancia del ala izquierda americana. Burgoyne pensaba que la posición americana podría rodearse y dividió sus fuerzas enviando un gran destacamento hacia el oeste el 19 de septiembre. Arnold, asumiendo la probabilidad de un ataque británico por la izquierda, solicitó permiso a Gates para sacar sus fuerzas de la Granja Freeman anticipando la maniobra. Gates denegó esta petición, ya que esperaba un ataque frontal; pero permitió a Arnold enviar a los tiradores de Daniel Morgan y alguna infantería ligera para un reconocimiento. Cuando este grupo se encontró con los británicos se produjo la batalla de la Granja de Freeman, que permitió a los ingleses hacerse con la granja pero tras perder 600 hombres, un 10% de sus efectivos.
Tras la batalla, la disputa entre Gates y Arnold explotó. Gates ni siquiera mencionaba a Arnold en el relato oficial de la batalla que envió al Congreso, sino que transfirió a toda la compañía de Morgan, técnicamente independientemente, pero que actuaba bajo control de Arnold, a su mando. Arnold y Gates mantuvieron una acalorada discusión en la que Gates anunció a Arnold que sería reemplazado por Lincoln. Tras la discusión, Arnold escribió una carta a Gates resaltando sus diferencias y solicitando ser transferido bajo el mando de George Washington. Gates entregó a Arnold un pase para irse y continuó infligiéndole pequeñas humillaciones. Si Arnold no abandonó el campamento, fue únicamente porque el resto de la oficialidad le convencieron para que se quedara.
Burgoyne consideró la posibilidad de reiniciar los ataques al día siguiente, pero abortó la operación cuando Fraser le comunicó que muchos hombres estaban fatigados como consecuencia del día anterior. Decidió, pues, descansar y esperar ayuda del sur, ya que había recibido una carta del General Henry Clinton en la que se sugería un movimiento Hudson arriba para dividir al ejército de Gates. Aunque era consciente de que las deserciones iban en aumento y de la acuciante escasez de suministros, Burgoyne desconocía que el ejército americano se estaba reforzando, o de que Gates conocía la penosa situación de los británicos.

### Ataque a Ticonderoga
Mientras tanto, el General Lincoln y el Coronel John Brown habían iniciado un ataque contra el Fuerte Ticonderoga. Lincoln había reclutado 2.000 hombres en Bennington a comienzos de septiembre. Tras marchar hacia el norte sobre Pawlet, recibieron noticias de que se podría sorprender a la guarnición de Ticonderoga. Lincoln envió tres destacamentos de 500 hombres cada uno para "irritar, dividir y distraer al enemigo." Uno se dirigió a Skenesboro, abandonado por los británicos. El segundo intentaría capturar Mount Independence, al este del Lago Champlain, mientras que el tercero, comandado por John Brown, haría el intento sobre Ticonderoga.

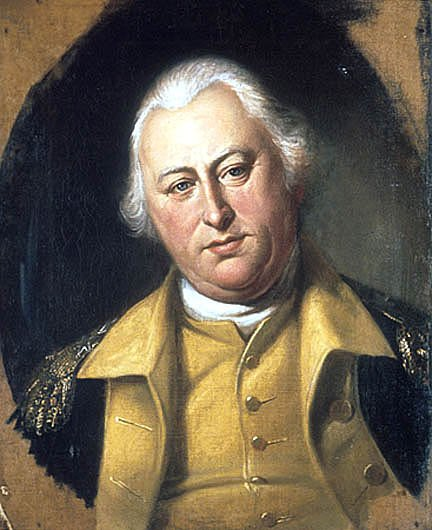
General Benjamin Lincoln, retrato de Charles Willson Peale.

En la mañana del 18 de septiembre, Brown sorprendió a los defensores británicos en el extremo sur del camino que conectaba Lago George y Lago Champlain. Moviéndose rápidamente, sus hombres continuaron sorprendiendo a los británicos y capturando piezas de artillería hasta llegar a una elevación del terreno justo antes de Ticonderoga, donde ocuparon las "antiguas líneas francesas" (así llamadas porque fue donde la defensa francesa aguantó contra toda probabilidad el ataque británico en la batalla de Carillon de 1758. Por el camino, los continentales liberaron a una centena de prisioneros, incrementando así sus fuerzas y capturaron a casi 300 enemigos. Exigieron la rendición del fuerte sin conseguirlo y durante los siguientes cuatro días se produjo un intercambio de cañonazos con poco efecto. Puesto que no había efectivos suficientes para intentar un asalto directo, Brown se retiró al Lago George, donde intentó sin éxito capturar un almacén de suministros en una isla cercana.
Gates escribió a Lincoln el día de la Granja de Freeman, ordenando retirarse a Saratoga "sin pérdida de tiempo". Lincoln llegó a Bemis Heights el 22 de septiembre, aunque sus últimas tropas no llegarían hasta el 29.

### Clinton intenta una distracción
Cuando Howe partió desde Nueva York hacia Filadelfia, había dejado al general Henry Clinton a cargo de la defensa de Nueva York con instrucciones para ayudar a Burgoyne si se presentaba la oportunidad. Clinton escribió a Burgoyne el 12 de septiembre informándole que atacaría el Fuerte Montgomery en unos diez días si 2.000 hombres le pudieran resultar útiles. Burgoyne respondió inmediatamente, solicitando instrucciones acerca de sus movimientos e indicando que, si no recibía respuesta antes del 12 de octubre, tendría que retroceder.
El 3 de octubre, Clinton remontó el Hudson con 3.000 hombres y el día 6 tomó los fuertes de Clinton y Montgomery. Burgoyne nunca recibió estas noticias, ya que los mensajeros que las llevaban fueron capturados. Tras la victoria, Clinton desmanteló la Cadena del Hudson y envió una expedición que alcanzó Livingston Manor el 16 de octubre, antes de regresar. Gates sólo conoció los movimientos de Clinton tras la batalla de Bemis Heights.

### Bemis Heights

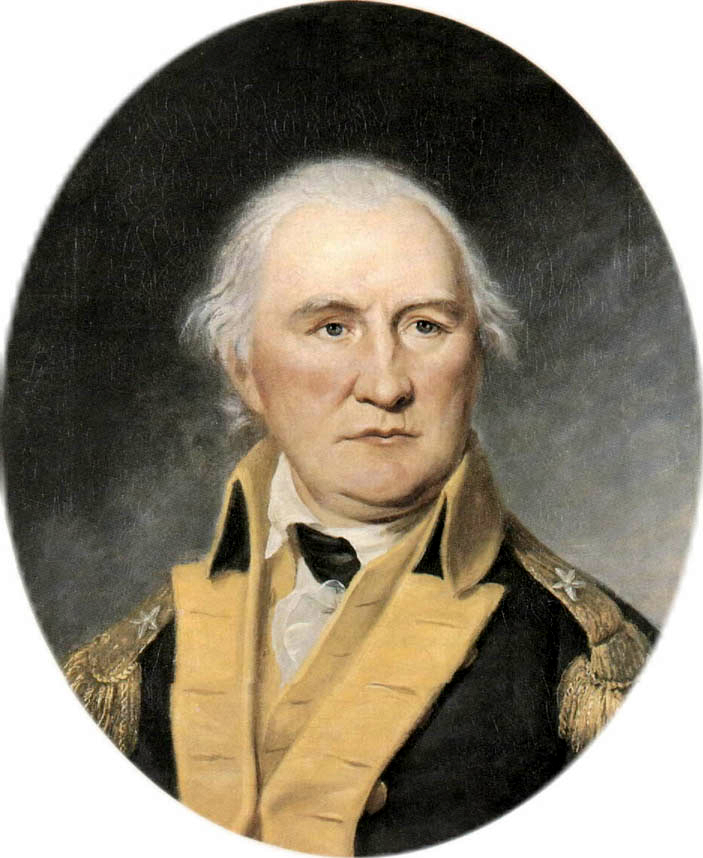
General Daniel Morgan, retrato de Charles Willson Peale.

Además de los 2.000 hombres de Lincoln, varias unidades de milicianos fueron alcanzando el campamento americano, elevando la cifra de efectivos hasta los 15.000. Burgoyne, que había racionado su ejército el 3 de octubre, convocó una reunión al día siguiente para realizar un movimiento hacia el flanco americano con 1.700 hombres. Burgoyne y Fraser encabezaron el destacamento a primera hora de la tarde del día 7. Sus movimientos fueron detectados y Gates ordenó a los hombres de Daniel Morgan que tomaran posiciones. Arnold consideró insuficiente esta orden y solicitó más efectivos, pero Gates, irritado con la réplica, le despidió diciendo "Estos no son tus asuntos." No obstante, cuando el consejo fue dado por Lincoln, Gates accedió. Además de los hombres de Morgan, envió también a la brigada de Enoch Poor.
El ataque inicial de los americanos fue muy eficaz, y Burgoyne intentó ordenar retirada, pero su asistente fue abatido antes de poder transmitir la orden. Durante el intenso tiroteo, el flanco de Burgoyne quedó expuesto, mientras que los mercenarios de Brunswick en el centro tenían que soportar la decidida carga de Learned. Fraser resultó mortalmente herido en esta fase de la batalla. Tras la caída de Fraser, Burgoyne ordenó a sus hombres que se retiraran a sus líneas.
Arnold, frustrado por no poder intervenir en la batalla, galopó desde el campamento americano para meterse en la refriega y llevó la lucha hasta las posiciones británicas. La derecha de las líneas británicas estaba formada por dos pequeños terraplenes levantados en la Granja Freeman y estaban defendidos por los alemanes de Heinrich Breymann y la infantería ligera de Lord Balcarres. Arnold reunió sus tropas para atacar en primer lugar el emplazamiento de Balcarres, aunque sin éxito. Se dirigió entonces al hueco entre los dos reductos, un espacio protegido por una pequeña compañía de irregulares canadienses. Su caballo fue abatido, rompiéndose la pierna en la caída. Breymann entre tanto resultó muerto en la acción, y su posición ocupada. Sin embargo, con la caída de la noche, la batalla llegó a su fin. Fue un baño de sangre para Burgoyne, que perdió casi 900 hombres entre muertos, heridos y prisioneros frente a sólo 150 de los americanos.

## Rendición

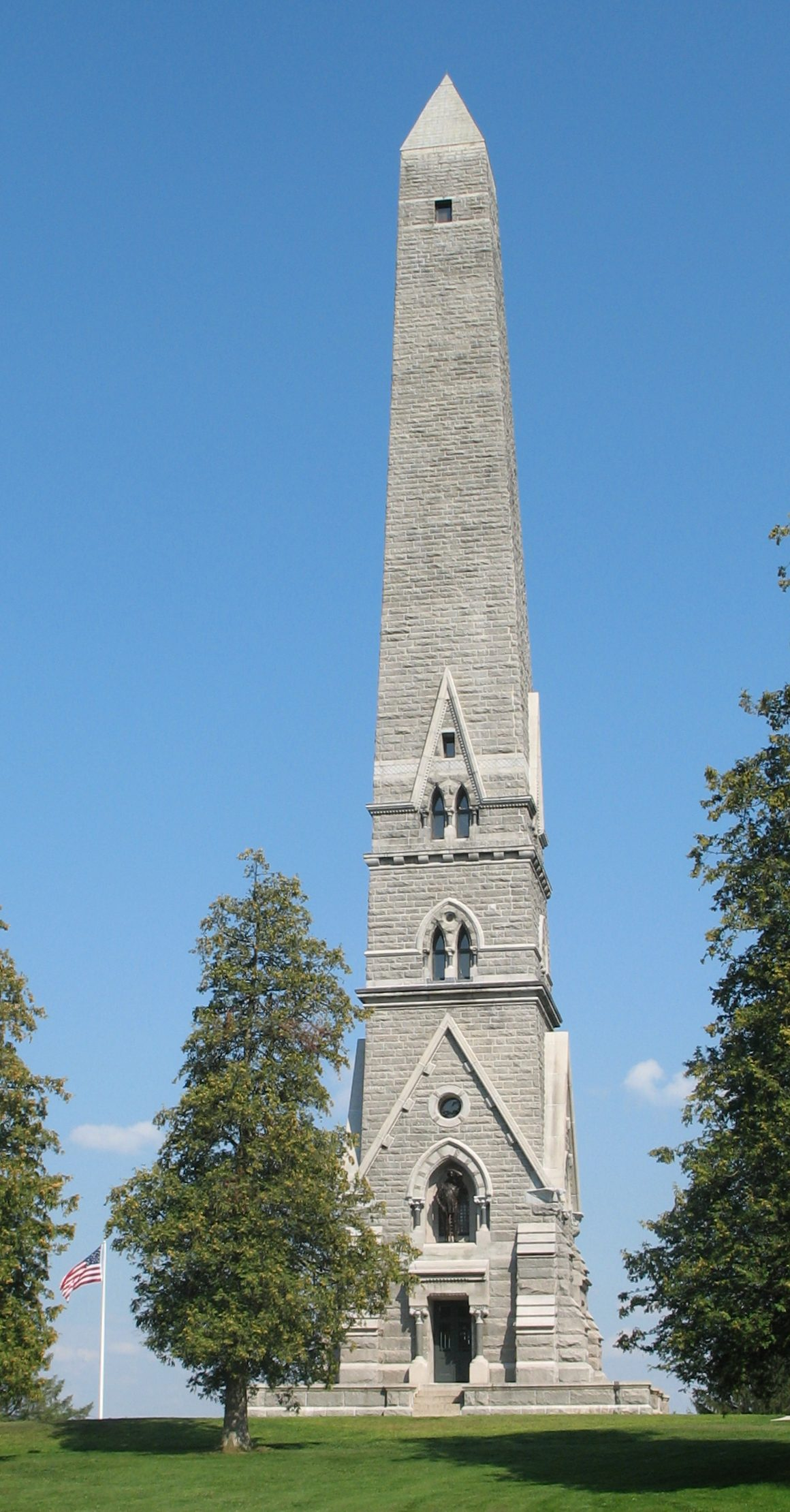
Monumento a la Victoria en Victory, Nueva York

Simon Fraser falleció al día siguiente a consecuencia de las heridas sufridas. Burgoyne ordenó entonces la retirada de sus hombres bajo el constante acoso continental. Tardó casi dos días en alcanzar Saratoga en un viaje en el cual la pesada lluvia y los ataques británicos ralentizaron la marcha del ejército. Burgoyne se vio aliviado por problemas de logística en el campamento americano, donde la distribución de las raciones complicaba el avance de las tropas. Sin embargo, Gates envió destacamentos para ocupar posiciones en la ribera este del Hudson para evitar que se cruzara el río. En la mañana del día 13, el ejército británico se hallaba totalmente rodeado, por lo que su mando decidió abrir negociaciones. Se llegó al acuerdo el día 16 y el día 17, en una ceremonia en que Burgoyne entregó su espada a Gates y este se la devolvió, el ejército de Burgoyne (unos 6.000 hombres) se rindió definitivamente mientras los americanos tocaban "Yankee Doodle".

## Tras la batalla
Las tropas británicas se retiraron de Ticonderoga y Crown Point en noviembre, y del Lago Champlain a principios de diciembre. Los americanos, por su parte, aún tenían trabajo. Alertados por las incursiones de Clinton en la zona del Hudson, la mayor parte del ejército marchó hacia Albany, mientras el resto acompañaba al "Ejército de la Convención" hacia el este. Burgoyne y Riedesel fueron invitados por el General Schuyler, que había llegado desde Albany para asistir a la rendición. Se permitió a Burgoyne regresar a Inglaterra bajo palabra en mayo de 1778, donde permanecería durante dos años defendiendo su actuación ante el Parlamento y la opinión pública. Finalmente fue intercambiado por 1000 prisioneros americanos.
Tras la rendición de Burgoyne, el Congreso declaró el 18 de diciembre de 1777 como día de solemne celebración por el éxito en Saratoga.

### El ejército de la Convención
Según los términos del acuerdo, el ejército de Burgoyne debería dirigirse a Boston, donde embarcaría rumbo a Inglaterra a condición de que sus integrantes no participaran en el conflicto hasta que fueran formalmente intercambiados. El Congreso exigió que Burgoyne proporcionara una lista de las tropas de modo que se pudiera hacer cumplir el acuerdo en futuros combates. Ante su negativa, el Congreso decidió no cumplir su parte y retuvo cautivos a los soldados, repartiéndolos entre varios campos de prisioneros de Nueva Inglaterra. Aunque los oficiales fueron intercambiados, la gran mayoría de la tropa se dirigió finalmente a Virginia, donde permanecieron varios años en calidad de prisioneros. Durante el periodo de cautividad, un gran número de hombres escaparon y desertaron, asentándose en los Estados Unidos.

## Consecuencias
El 4 de diciembre las noticias de la rendición de Burgoyne y de la captura de Filadelfia fueron recibidas por Benjamin Franklin en Versailles. Dos días después, Luis XVI abría negociaciones con los rebeldes para una alianza. El Tratado de Alianza se firmó el 6 de febrero de 1778, por el que Francia declaraba la guerra a Gran Bretaña un mes después, iniciando las escaramuzas navales en Ushant en el mes de junio. España entraría en la guerra en 1779, cuando, como aliado de Francia, firmara el Tratado de Aranjuez. Los movimientos diplomáticos de Vergennes influyeron también para conseguir que la República Holandesa entrara en la guerra y la declaración de neutralidad del resto de las potencias europeas, como Rusia.
El gobierno británico recibió severas críticas por la rendición de Burgoyne. De Lord Germain se dijo que "el secretario es incapaz de dirigir una guerra". Lord North hizo una propuesta de paz que no incluía la independencia; cuando fue entregada al Congreso Americano por la Comisión Carlisle fue rechazada.